# Jacob Koerfer
Jacob Koerfer (* 14. September 1875 in Aachen; † 26. November 1930 in Köln; vollständiger Name: Jacob Servae Hubert Koerfer) war ein deutscher Architekt.

## Leben und Wirken
Koerfer wuchs mit seinen Brüdern Nikolaus Koerfer und Franz Hubert Koerfer sowie seinen Schwestern Josefine und Anna Gertrud Koerfer in Aachen auf. Sein Vater Michael Koerfer verstarb 1895. Nach dem Besuch der Volksschule begann er eine Ausbildung im Atelier des Architekten Hermann Joseph Hürth. 1901 heiratete er in Aachen Hubertine (Berta) Kochs und ging kurz danach nach Köln, wo er eine Stelle als Architekt beim Hochbauamt der Stadt Köln annahm. 

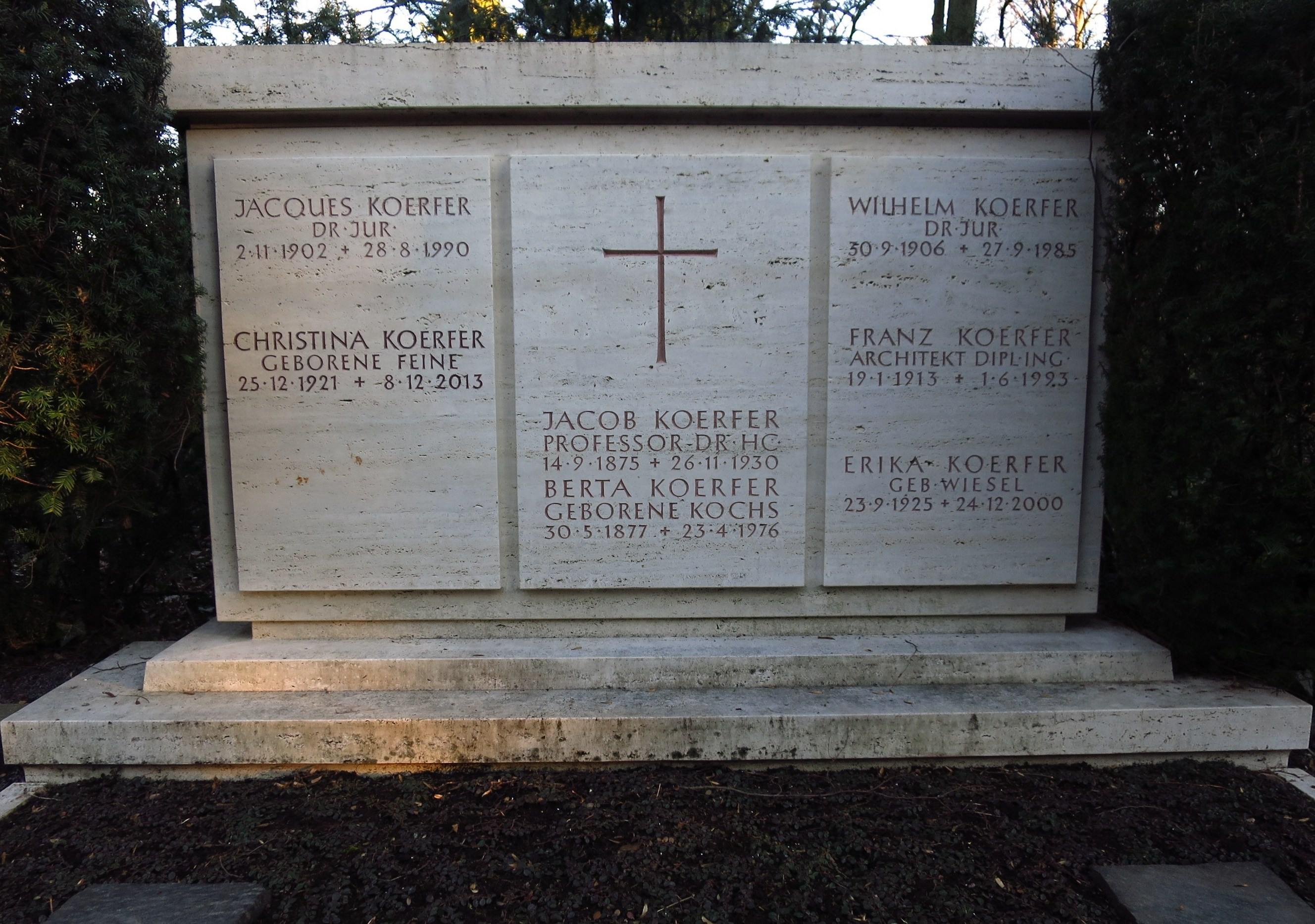
Grabstein von Jacob Koerfer und seiner Familie auf dem Melaten-Friedhof in Köln (Februar 2019)

Mit 26 Jahren hatte er die erste Gelegenheit, einen größeren Bau eigenständig zu planen und durchzuführen. Nach der Fertigstellung der Feuerwache bekam er den Auftrag für das Kaiserin-Augusta-Lyzeum, eine höhere Mädchenschule. Während des Baus eröffnete Koerfer 1906 sein eigenes Atelier und gab seine Stelle beim Hochbauamt auf, um danach ausschließlich als freischaffender Architekt zu arbeiten. Ab 1907 widmete sich Koerfer dem Wohnungsbau. Er errichtete mehrere Häuser mit Wohnungen für den gehobenen Mittelstand im Stadtteil Klettenberg. Gleichzeitig war er auch sein eigener Bauherr. Seine Mietshäuser machten ihn finanziell unabhängig, sodass er seine architektonischen Fähigkeiten und Vorstellungen frei umsetzen konnte. 1910 gründete er mit dem Baumeister Leopold Schweitzer die Firma „Schweitzer & Koerfer“. Sie erbauten vorwiegend Luxuswohnungen und Villen, bis die Firma 1918 aufgelöst wurde. 
1930 verstarb Jakob Koerfer im Alter von 55 Jahren und wurde auf dem Kölner Melaten-Friedhof (Grabstelle: MA, zwischen HWG und Lit. P) beigesetzt. Sein früher Tod soll auf eine verschleppte Gallenblasenentzündung mit Sepsis im Bauchraum zurückzuführen sein, die er sich aus Erregung über verhängnisvolle Falschmeldungen der Kölnischen Zeitung über seine Insolvenz zugezogen haben soll. Seine Witwe klagte gegen die Zeitung auf Zahlung von Schadensersatz bis hin zum Urteil des Reichsgerichts vom 20. Juni 1936.

## Auszeichnungen (Auswahl)
Jakob Koerfer erhielt am 18. Januar 1926 von der Technischen Hochschule Braunschweig die Ehrendoktorwürde der Ingenieurwissenschaften verliehen und wurde kurz vor seinem Tod (1929) Honorarprofessor, ohne seine Lehrtätigkeit aufnehmen zu können.

## Bauten und Entwürfe (Auswahl)
- 1902–1907: Kaiserin-Augusta-Lyzeum, Köln, Karthäuserwall 44/50
- 1921–1922: Büro- und Geschäftshaus Schwerthof, Köln, Zeppelinstraße/Neumarkt (gemeinsam mit Theodor Veil)
- 1922–1923: Büro- und Geschäftshaus Industriehof, Köln, Krebsgasse
- 1923–1924: Büro- und Geschäftshaus Mühlenhof, Köln, Mühlenbach, Umbau 1928
- 1924–1925: Büro- und Geschäftshaus Hansahochhaus mit Kino, Köln, Hansaring
- 1928:–9999 Geschäftshaus Europa-Palast mit Kino, Düsseldorf, Graf-Adolf-Straße (zerstört)
- 1928–1929: Büro- und Geschäftshaus Deutschlandhaus, Essen, Lindenallee/Hirschlandplatz
- 1928–1929: Büro- und Geschäftshaus Westfalenhaus mit Kino, Dortmund, Kampstraße/Hansastraße (stark verändert)
- 1928–1929: Kino Capitol, Köln, zwischen Bismarckstraße und Hohenzollernring (kriegszerstört)
- 1929–1930: Büro- und Geschäftshaus Haus Grenzwacht mit Kino (Weiterbau des im Rohbau aufgegebenen Lochnerhauses), Aachen, Bahnhofsplatz/Römerstraße/Hackländerstraße

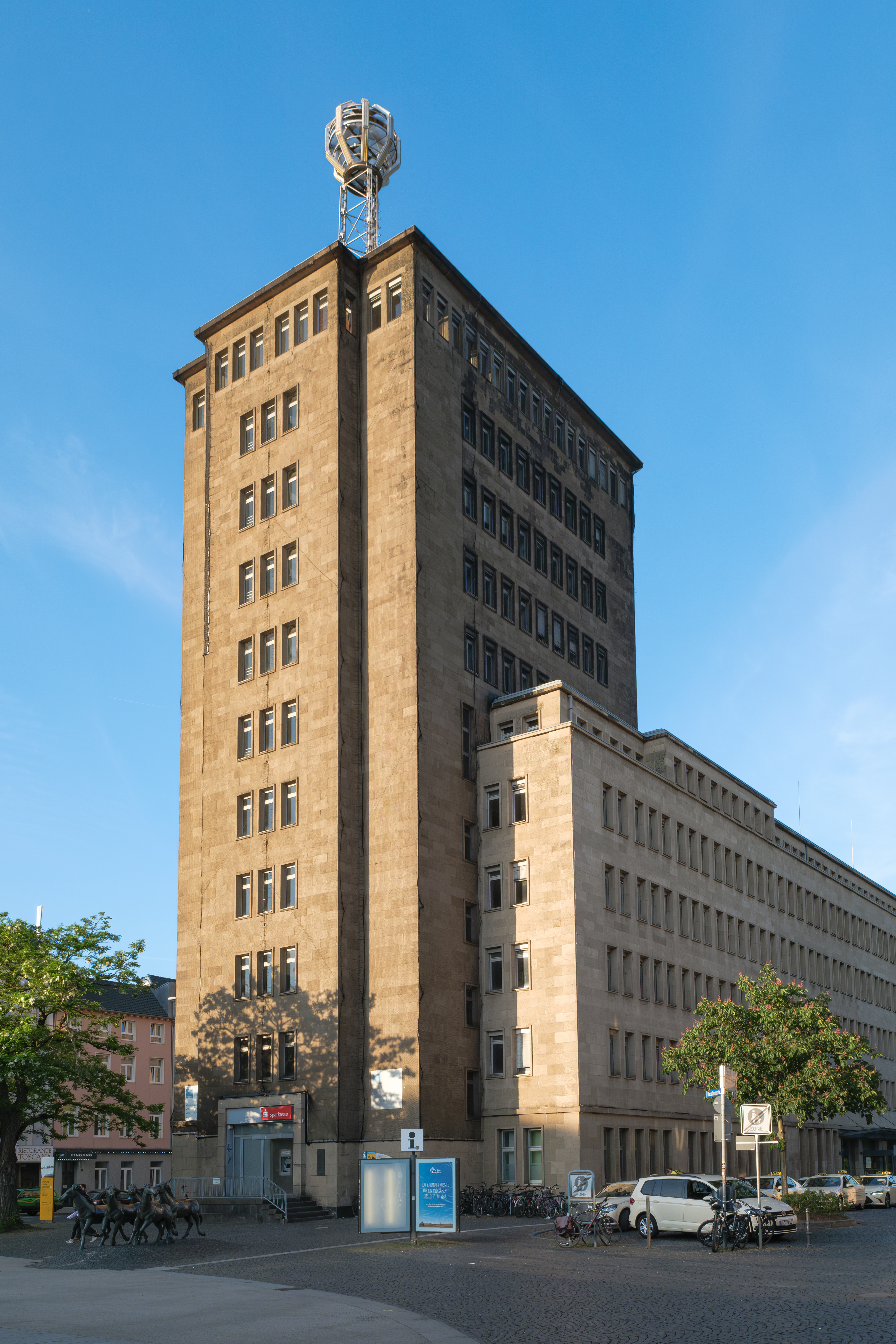
Haus Grenzwacht in Aachen
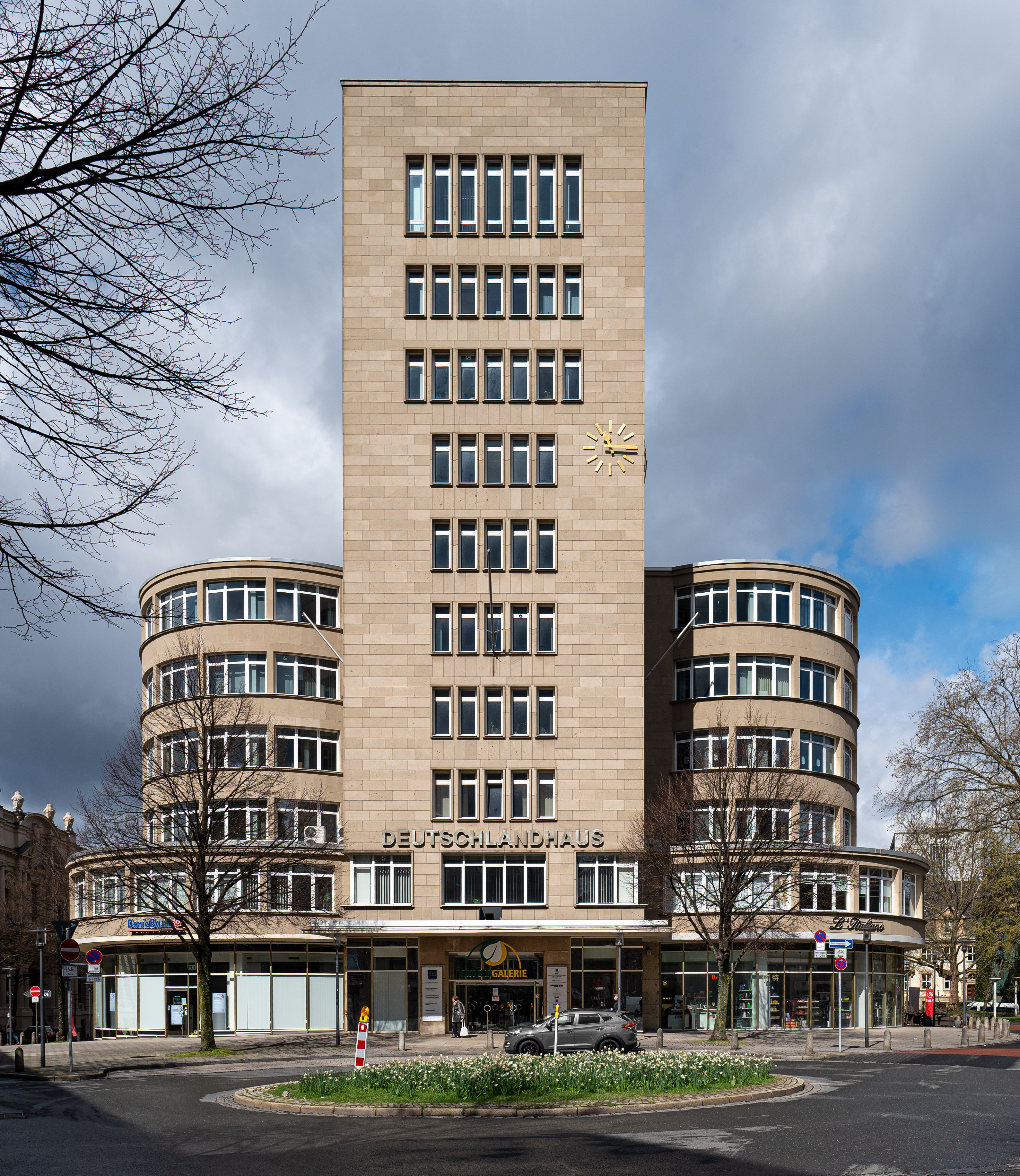
Deutschlandhaus in Essen
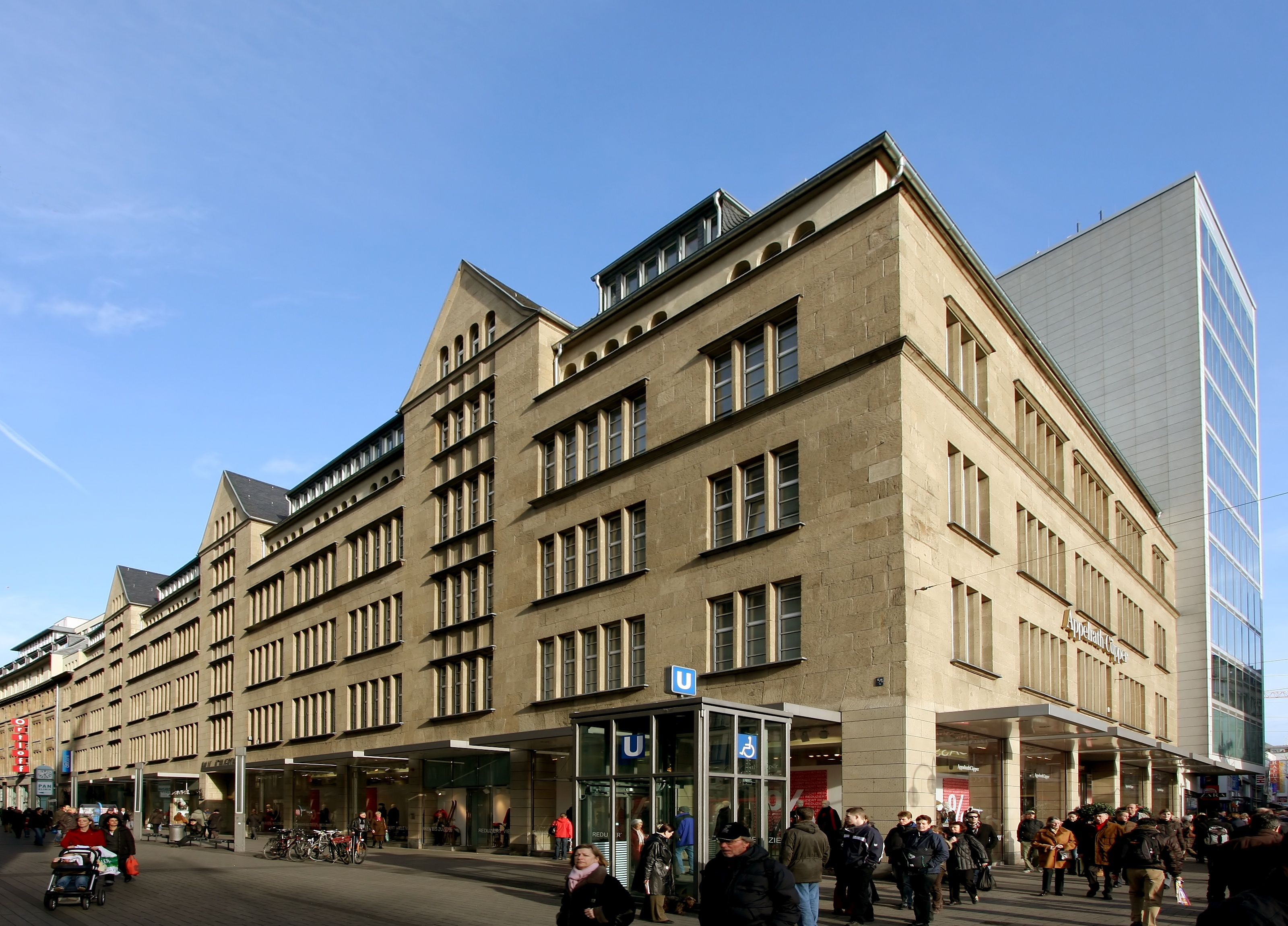
Schwerthof in Köln